# Comédie indienne
La comédie indienne concerne le cinéma de comédie produit en Inde (principalement par les industries de cinéma Bollywood et Kollywood).

## Histoire

### Début du cinéma indien
Les premiers films indiens (sous forme de films muets) date du début des années 1920.

#### Début des comédies musicales dans les années 1930
Depuis Alam Ara (premier film sonorisé indien), d'Ardeshir Irani (1931), le pays qui a produit et produit encore le plus de comédies musicales au monde est l'Inde[réf. souhaitée] puisque la plupart des films indiens sont des films musicaux — articulés autour du thème quasi unique du mariage. Généralement longs (trois heures), ils présentent des danses frénétiques et gaies sur des musiques rythmées du répertoire traditionnel ou moderne indien, servies par les playbacks de grands chanteurs comme Lata Mangeshkar, Asha Bhosle ou Mohammed Rafi — car ce ne sont jamais les acteurs des films qui interprètent les chansons.
Hors du marché intérieur indien, ces films sont diffusés dans le monde entier et ont notamment un grand succès dans tout le Maghreb.

#### De la couleur aux premières comédies
En 1937, Ardeshir Irani réalise le premier film en couleur en hindi, Kisan Kanya, suivi par Mother India en 1938. Malgré le succès de ces films, la couleur met du temps à s'imposer avant les années 1950.
À partir des années 1960, les mélodrames laissent place aux romances et aux films d'action avec des acteurs comme Rajesh Khanna et Dharmendra. Par exemple :
- la comédie romantique Mere Jeevan Saathi en 1972 (Rajesh Khanna, Tanuja)
- la comédie familiale Joroo Ka Ghulam en 1972 (Rajesh Khanna, Nanda)

Dans la période des films noirs des années 1970-1980 est sortie deux comédies :
- Monsieur Shome en 1969
- Jaane Bhi Do Yaaro en 1983, comédie policière dénonçant la corruption en Inde.

### Début des comédies familiales à partir des années 1990
Après les films noirs des années 1970-1980, dans les années 1990, des comédies romantiques et familiales reprennent le dessus comme Hum Aapke Hain Koun...! (1994) et Dilwale Dulhania Le Jayenge (1995) introduisant une nouvelle génération d'acteurs tels Aamir Khan, Salman Khan, Shahrukh Khan, Govinda, Nana Patekar, Sunil Shetty et Akshay Kumar et d'actrices telles Sridevi, Madhuri Dixit, Juhi Chawla, Kajol, Raveena Tandon, Manisha Koirala, Urmila Matondkar et Karishma Kapoor.
Il est à noter que la comédie musicale et romantique Hum Aapke Hain Koun...! est l'un des plus gros succès de tous les temps au box office.

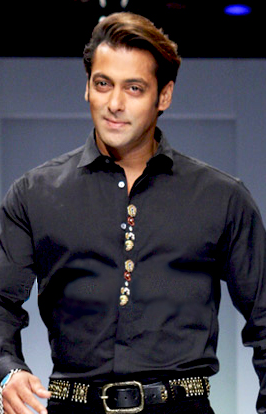
Salman Khan.
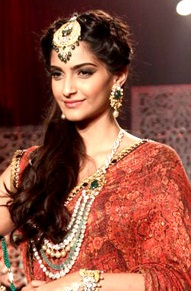
Sonam Kapoor.
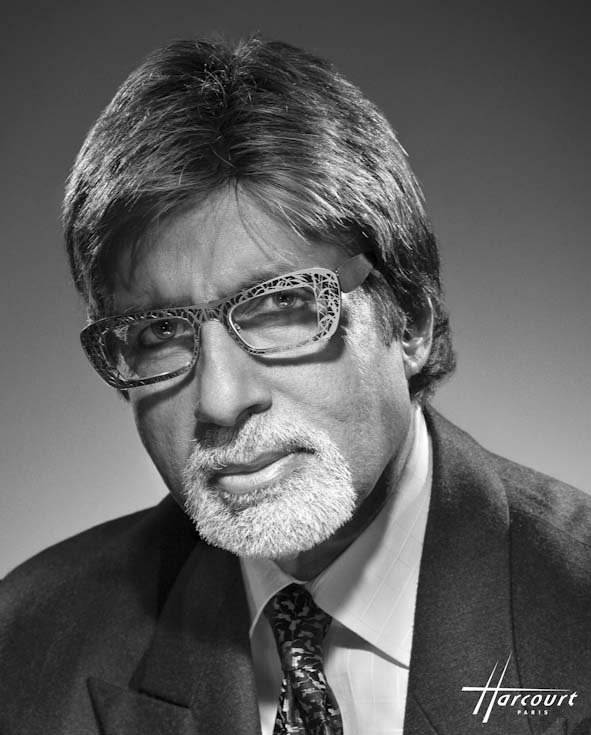
Amitabh Bachchan.
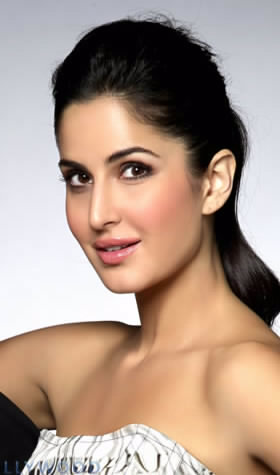
Katrina Kaif.

- Amitabh Bachchan est probablement l'acteur le plus emblématique du cinéma de Bollywood de la fin du XXe siècle. Il a tourné dans plus de 200 films.

### Comédie des années 2000 et 2010

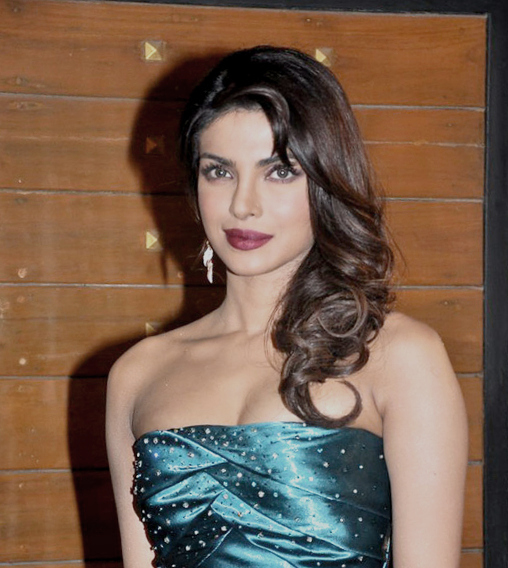
Priyanka Chopra.
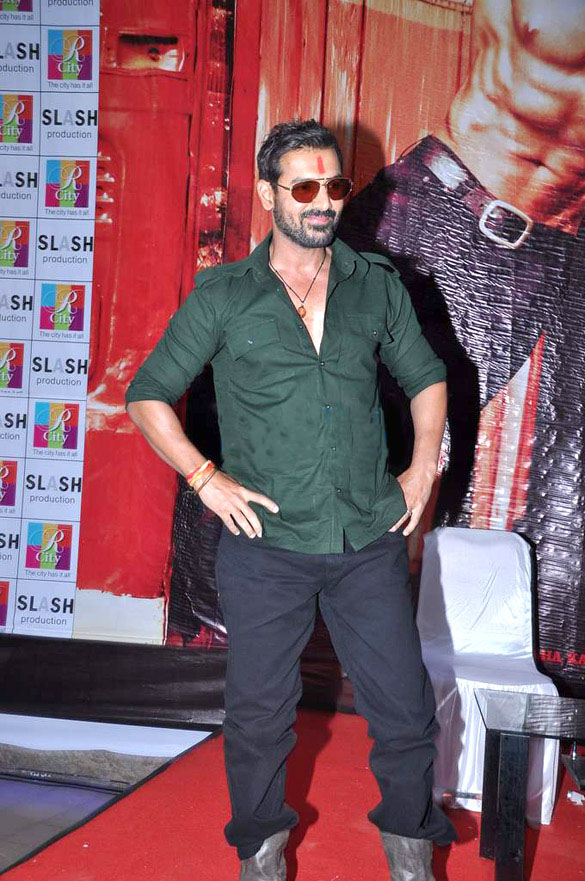
John Abraham.
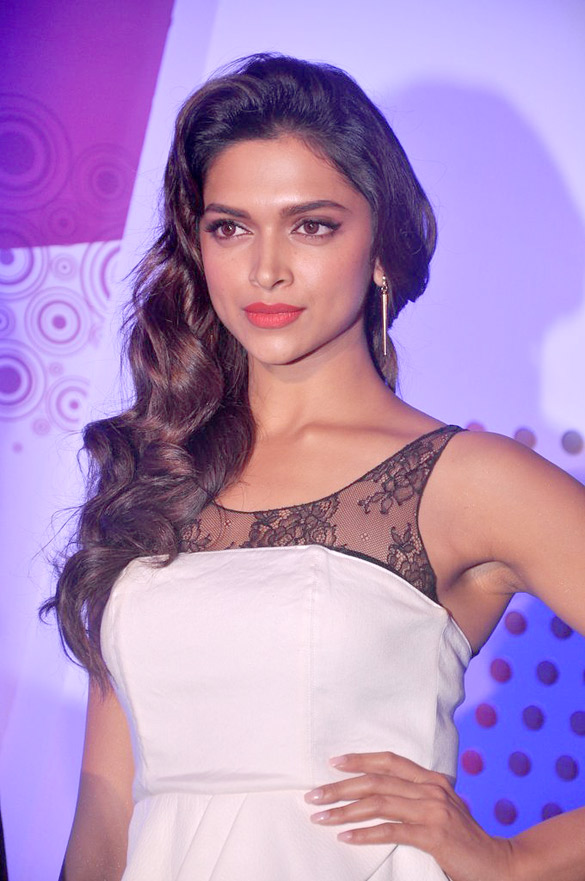
Deepika Padukone.
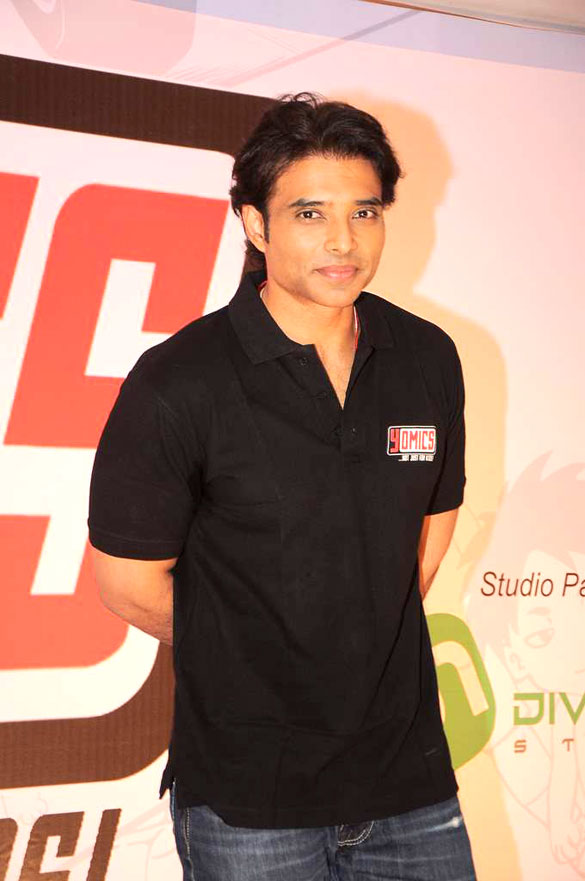
Uday Chopra.
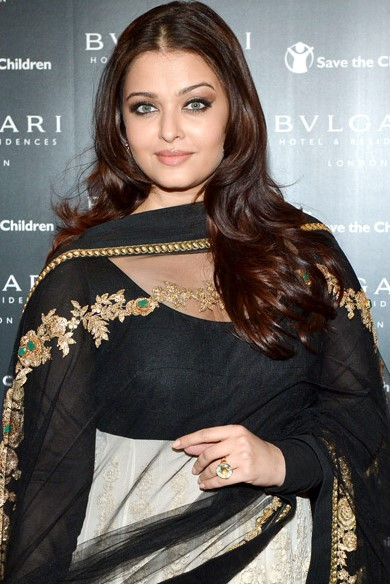
Aishwarya Rai.
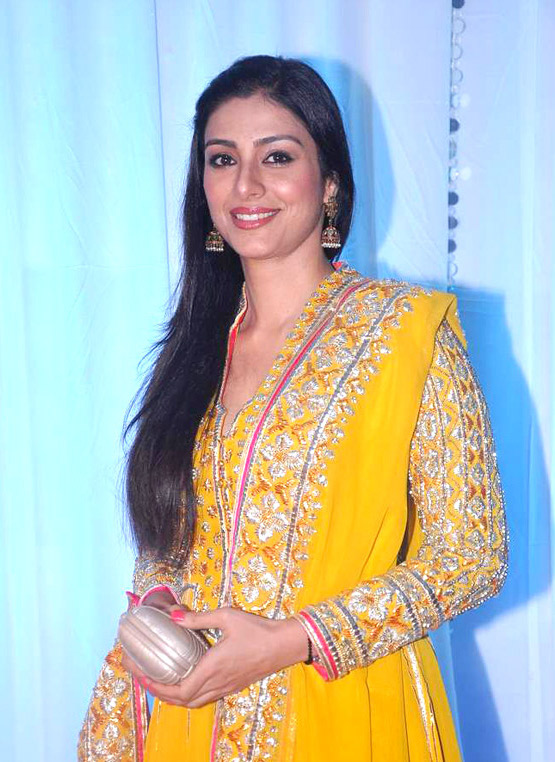
Tabu.

Les années 2000 correspondent à la mondialisation de Bollywood qui acquiert le statut d'une industrie internationale adoptant les standards techniques occidentaux.
Dans les années 2000 et 2010, Bollywood a réalisé divers films de comédie :
| Année | Film                 | Acteurs notables                                   | Notes                                                     |
| ----- | -------------------- | -------------------------------------------------- | --------------------------------------------------------- |
| 2004  | Krazzy 4             | Shahrukh Khan                                      |                                                           |
| 2005  | Bunty Aur Babli      | Amitabh Bachchan · Abhishek Bachchan               | Elle s'inspire de l'histoire de Bonnie et Clyde           |
| 2005  | Neal'N'Nikki         | Uday Chopra · Tanisha Mukherjee                    | Tanisha Mukherjee est la petite sœur de la célèbre Kajol. |
| 2005  | Shabd                | Sanjay Dutt · Aishwarya Rai · Zayed Khan           |                                                           |
| 2006  | Un nom pour un autre | Tabu · Irfan Khan · Kal Penn                       |                                                           |
| 2007  | Heyy Babyy           | Shahrukh Khan · Akshay Kumar                       | C'est un remake de Trois hommes et un couffin.            |
| 2008  | Dostana              | Abhishek Bachchan · John Abraham · Priyanka Chopra |                                                           |
| 2010  | Housefull            | Akshay Kumar · Deepika Padukone                    |                                                           |
| 2012  | Bol Bachchan         | Ajay Devgan · Abhishek Bachchan                    |                                                           |
| 2014  | Bewakoofian          | Rishi Kapoor · Sonam Kapoor                        |                                                           |
| 2014  | Queen                | Kangana Ranaut                                     |                                                           |
| 2015  | Katti Batti          | Imran Khan · Kangana Ranaut                        |                                                           |

#### Comédie musicale et romantique
En 2002 a été produit par Sanjay Gadhvi Mere Yaar Ki Shaadi Hai, qui est à la fois une comédie musicale, et une comédie romantique (Uday Chopra, Jimmy Shergill, Bipasha Basu et Tulip Joshi). Il s'agit du remake du film américain Le Mariage de mon meilleur ami.
En 2005 a été réalisé par Siddharth Anand Salaam Namaste (Saif Ali Khan, Preity Zinta).

##### Comédie musicale

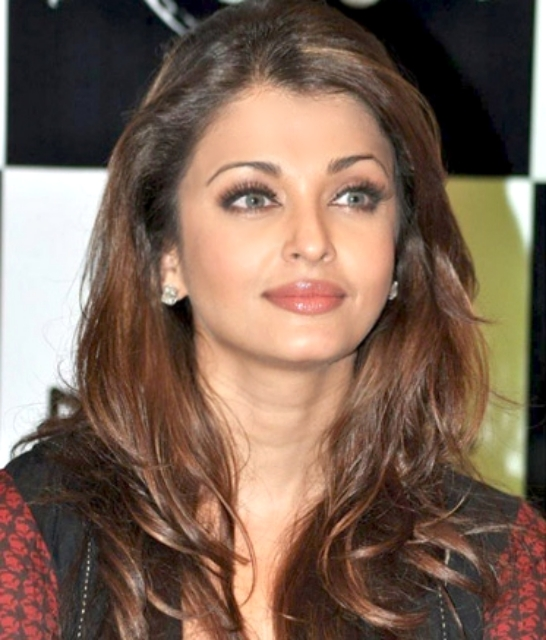
Aishwarya Rai.

En 2002 a été réalisé Devdas avec Shahrukh Khan et Aishwarya Rai, ce qui a été un succès mondial. D'ailleurs, ce film a obtenu l'Oscar du meilleur film en langue étrangère en 2003.
- Aishwarya Rai est  l'actrice la mieux payée de Bollywood à l'instar de Kajol et Kareena Kapoor. C'est également la plus connue des actrices indiennes à l'étranger car elle apparaît dans des productions indiennes, mais aussi dans des productions américaines ou britanniques[4] (elle a par exemple jouée par la suite dans la comédie romantique américaine Coup de foudre à Bollywood en 2004, qui s'inspire fortement des films de comédie romantiques indienne).

En 2008, a été réalisé par Jugal Hansraj, sous forme d'animation Roadside Romeo.

##### Comédie romantique

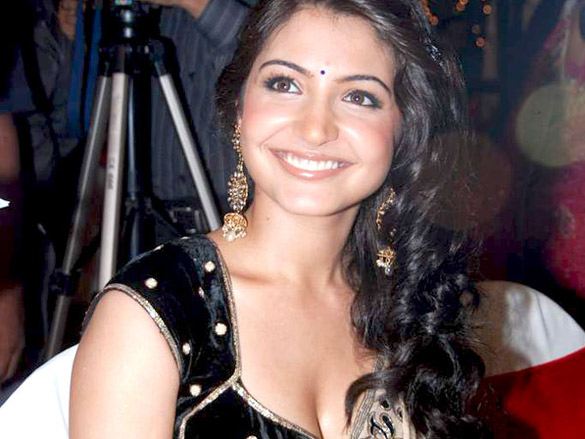
Anushka Sharma.
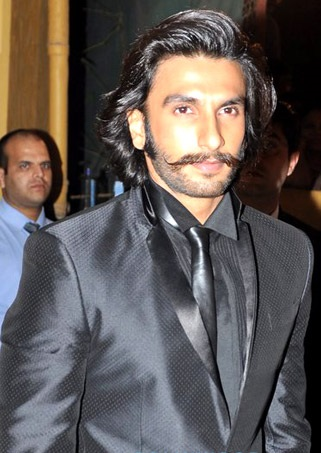
Ranveer Singh
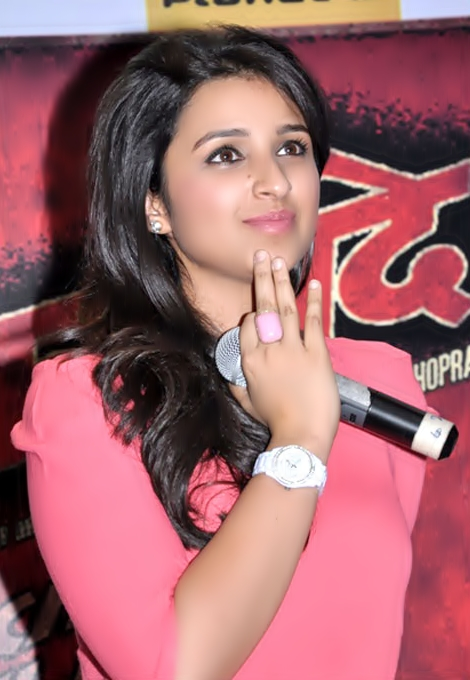
Parineeti Chopra

Kunal Kohli a réalisé dans les années 2000 :
- Hum Tum (Saif Ali Khan, Rani Mukerji).

David Dhawan a réalisé en 2004 :
- Mujhse Shaadi Karogi (Akshay Kumar, Salman Khan, Priyanka Chopra) qui est devenu le plus grand succès au box-office de l’année 2004.

Jugal Hansraj a réalisé :
- en 2010 Pyaar Impossible! (Priyanka Chopra, Uday Chopra).

Shaad Ali a réalisé :
- en 2005, Jhoom Barabar Jhoom (Abhishek Bachchan, Preity Zinta).

Aditya Chopra a réalisé :
- en 2008, Rab Ne Bana Di Jodi (Shahrukh Khan, Anushka Sharma).
- en 2008, Bachna Ae Haseeno (Ranbir Kapoor, Bipasha Basu).

Dans les années 2010, Maneesh Sharma a produit divers films de comédie romantique :
- En 2010, Band Baaja Baaraat (Anushka Sharma, Ranveer Singh) ayant pour thème le mariage.
- En 2011, Ladies vs Ricky Bahl (Ranveer Singh, Parineeti Chopra, Anushka Sharma).
- En 2013, Shuddh Desi Romance (Parineeti Chopra, Sushant Singh Rajput, Vaani Kapoor et Rishi Kapoor).

#### Comédie dramatique

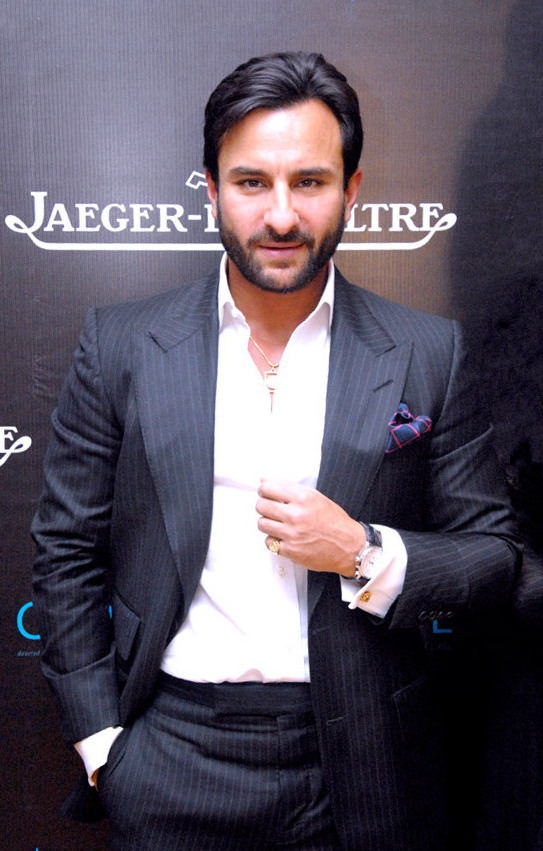
Saif Ali Khan.
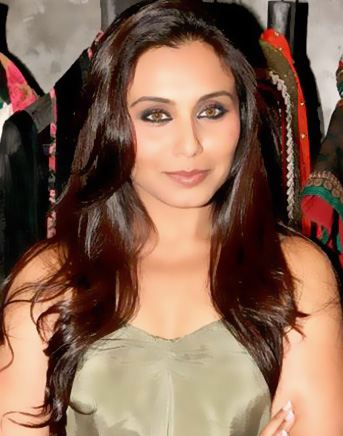
Rani Mukherjee

Kunal Kohli a réalisé en 2008 Thoda Pyaar Thoda Magic (Saif Ali Khan, Rani Mukherjee, Rishi Kapoor).